# Соціологія масових комунікацій
Соціологія масових комунікацій — галузь соціології, що вивчає закономірності масових інформаційних явищ і процесів, діяльність соціальних інститутів, що виробляють та поширюють масову інформацію.

## Об'єкт та предмет
Об'єкт — об'єктивно існуюча, що протікає в режимі реального часу масово-комунікативна діяльність як підсистема суспільства, що виступає як цілісна система.

Предмет— сукупність закономірностей вищевказаної сфери діяльності, дослідження яких визначає структуру даної наукової дисципліни, а саме взаємодія комунікатора, аудиторії, вивчення змісту, особливостей сприйняття масової інформації, вивчення соціальних аспектів функціонування окремих засобів масової комунікації. Він включає в себе всі рівні — від теоретичного і до рівня емпіричних досліджень, що поширюються як на дослідження об'єкта масово- комунікативної діяльності — масову аудиторію, так і на дослідження структур самих масових комунікацій та засобів їх функціонування.
Реалізації цього завдання більшою мірою відповідає другий з позначених напрямів у розвитку соціології масових комунікацій, який здійснюється в основному в руслі наук, що вивчають журналістику. Це зумовило зміст, форми, рівні і категоріальне наповнення даного наукового напрямку соціологічного знання.

## Соціологія масових комунікацій у співвідношенні з іншими напрямкамидослідження медіа

### Підходи до розуміння медіа-теорії
Підходи до медійної теорії надзвичайно різноманітні. Часто на структурування теорії впливала відмінність між правим (консервативним) і
лівим (прогресивним) напрямами. Розрізняють також критичний та прикладний підходи до теорії, які не збігаються з поділом за політичними ознаками. Лазарсфелд [Lazarsfeld] (1941) називає ці підходи критично орієнтованим та адміністративно орієнтованим. Критична теорія вивчає фундаментальні проблеми та недоліки медійної практики, їхні зв'язки із суспільними явищами, керованими
конкретними цінностями. Прикладна ж теорія досліджує комунікативні процеси, щоб розв'язувати практичні проблеми ефективного використання медій.

#### «Медіяцентричний» та «соціоцентричний» підходи
Перший підхід надає більше автономності та впливовості комунікації і зосереджується на сфері діяльності мас-медій. А другий — розглядає ЗМК у рамках політичних та економічних впливів. Медійна теорія тут постає просто особливим виявом ширшої соціальної теорії (ґолдінґ [Golding] та Мердок [Merdock], 1978). За медіяцентричною теорією, мас-медії — це першопричина суспільних
змін, зумовлених розвитком комунікаційних технологій. Ступінь впливу мас-медій на суспільство ще потребує вивчення, а от на теорію масової комунікації впливають всі основні зміни в медійній структурі й технологіях.

#### Культуралізм та матеріалізм
Здійснюється розмежування за наголосом на культурних та ідейних чинниках, тими, які наголошують на матеріальних силах. Це розділення приблизно накладається на деякі інші виміри: гуманістичний проти наукового, кількісний проти якісного, суб'єктивний проти об'єктивного. Ці відмінності, можливо, просто відображають потребу в розподілі праці на великій ділянці досліджень, проте часто вони виявляють
суперечливі твердження щодо того, як формулювати питання, провадити дослідження, тлумачити різні явища. Ці дві альтернативи не залежать одна від одної, вони по-різному розглядають мас-медії та суспільство.
Ці чотири напрями коротко можна описати так:
1. Медіякультуралістичний напрям надає особливої ваги змістові та суб'єктивному сприйняттю медійних повідомлень під упливом особистого оточення.
2. Медіяматеріалістичний напрям наголошує на структурних і технологічних аспектах медій.
3. Соціокультуралістичний напрям першочерговим вважає вплив суспільних чинників на медійну продукцію та її сприймання. Він також вивчає функції мас-медій у суспільному житті.
4. Соціоматеріалістичний напрям розглядає мас-медії та їхній зміст головно як відбиток політико-економічних і матеріальних умов суспільства (напр.,класових відмінностей)[3].

### Види теорій
Д. Мак-Квейл розрізняє чотири види теорії, що намагаються пояснити масову комунікацію.

#### Соціально-наукова (Соціологічна теорія)
Розробляє загальні положення про суть та застосування і вплив масової комунікації, спираючись на систематичні та об'єктивні спостереження за мас-медіями й суміжними чинниками. Ця теорія досліджує широкий спектр проблем: від загально соціальних до індивідуальних. Деякі науковці намагаються пояснити суть подій, інші розробляють критичні підходи або вивчають практичні дії у процесах переконуваня та інформування громадськості. Вона намагається систематизувати та, якщо це можливо, з'ясувати об'єктивний погляд і свідчення про медії, часто ґрунтується на інших галузях знання.

#### Нормативна теорія
Відгалуження соціальної філософії, яка більше опікується питанням, як медії можуть діяти, якщо певні соціальні цінності будуть визначені і реалізовані, і, звичайно, природою цих соціальних вартостей. Цей різновид теорії важливий, оскільки він невиступає гравцем (нікого не представляє) у конфігурації медіаінституцій і справляє відчутний вплив на очікування від медій, які має публіка та інші соціальні агенти й актори.

#### Операційна теорія
Може бути названа теорією роботи, оскільки пропонує настанови для діяльності медій: як певні речі можуть реалізовуватися згідно з абстрактними принципами соціальної теорії, а також як важливі результати можуть бути досягнені.
У випадку з медіями це допомагає систематизувати досвід щодо того, як добирати новини, догодити аудиторії, розробити ефективну рекламу, триматись у дозволених суспільством рамках, ефективно використовувати джерела інформації і доносити цю інформацію до користувача. Іноді вона може перетинатись з нормативною теорією, наприклад, у питаннях журналістської етики.

#### Повсякденна медійна теорія або теорія здорового глузду
Ця теорія стосується наших особистих знань та досвіду в цій сфері, які дають нам змогу зрозуміти, що відбувається, яку роль ЗМК відіграють у нашому житті, як треба «читати» різні жанри, і як нам подобається їх читати, як мас-медії та різноманітні жанри різняться між собою тощо. Ця теорія допомагає робити послідовний вибір, розвивати смак і критичне мислення, встановлювати власний спосіб життя у медійному просторі.
Це здійснює вплив на кінцеву медійну продукцію, на напрями та межі впливу медій. Наприклад, дає нам змогу відрізняти «правду» від «вигадки», «читати між рядками», бачити, що стоїть за методами переконування реклами та інших видів пропаганди. Вияви цієї теорії трапляються у нормах користування медіями, якими керується багато людей, вона може істотно впливати і на результати громадських дебатів щодо медій, попри відсутність наукових підтверджень.

## Макропарадигми досліджень масової комунікації: функціоналізм таконфлікціонізм
| Функціоналізм | Конфлікціонізм |
| --- | --- |
| Масова комунікація — соціальна інституція, а тому реалізує певні соціальні функції та має певні дисфункції. | Масова комунікація — соціальна інституція, а тому реалізує певні соціальні функції та має певні дисфункції.                    |
| Соціально-культурний контекст виникнення парадигми — Алексис де Токвіль «Демократія в Америці». Розглядає як головну функцію масової комунікації трансляцію ставлення мас до певної проблеми (публічне ставлення). | Чарльз-Райт Мілз «Правляча еліта»: вгорі — еліта, внизу — суспільство мас, яким маніпулюють з допомогою медіа.                 |
| Аудиторія обирає ту чи іншу інформацію. | Протиставлення об'єктивних та штучних прагнень, породжених фальшивою свідомістю.                                               |
| Всі реципієнти інформації однаково її прагнуть. Масова комунікація — «соціальний клей» для інтеграції суспільства.                                                                                                 | Масова комунікація — поле боротьби конфліктних опіній, джерелом яких є різні групові інтереси (в першу чергу власників медіа). |

## Емпіричні парадигми досліджень масової комунікації

### Парадигма«тотального» впливу
Це концептуальне розуміння аудиторії як такої, що беззахисна перед потоком інформації та тими, хто виробляє і транслює її. Пасивна і однорідна маса піддається нездоланному впливу масової комунікації.
Масове суспільство, або більш поширена назва в сучасному світі — суспільство споживання, позначають певну цілісність, об'єднання всіх складових суспільства в щось єдине ціле, яке не є диференційованим в традиційному значенні цього терміна (не ділиться на класи, касти, страти). Така ситуація виникла шляхом перебудови суспільства, де порушився баланс раніше звичного існування еліти в зовсім віддаленому класі людей, тобто так званий натовп починає наближатися до високої культури, яка раніше не була йому доступна. Але тим самим кожен індивід став таким, що не може самостійно відбирати елементи з інформаційного простору (телебачення, радіо, газети), він стає пасивним споживачем, беззахисним перед потоком нефільтрованої інформації та, відповідно, тими, хто подає її. 
Масові медіа відіграють ключову роль, роль мосту між споживацьким суспільством та тими, хто подає інформацію. На прикладі Німеччини 30-40-х років добре зображений момент використання масових медіа, що призвело до повного перетворення людської індивідуальності цілого суспільства на істоту, яка не здатна свідомо сприймати інформацію і аналізувати, думати. Пропагандистська машина фашистського режиму була надзвичайно сильна, щоб їй могли противитися. Але такий досвід маніпулювання перейняла не тільки Німеччина, а й СРСР, який нічим не поступався в пропагандистській машині та маніпуляцією суспільством для задоволення потреб влади.

### Парадигма «ефектів» мас-медіа
Це концептуальне уявлення того факту, що масова комунікація хоча і важливий, але лише один з багатьох чинників впливу на індивідуальну і групову свідомість. Характеристики аудиторії впливають на ефективність месседжів масової комунікації.
Наукові дебати про масову комунікацію з галузі культури в галузь соціальної організації та політики принесла саме американська соціологія пропаганди, де перевага віддавалася емпірично верифікованим твердженням, а зміст таким, що аудиторія радіо та газет не безструктурне утворення, схоже на мікромодель масового суспільства. Тобто це практично абсолютна протилежність парадигми тотального впливу. Аудиторія не сприймає інформацію як істота, аудиторія реагує і сприймає інформацію, кожен член цієї аудиторії репрезентує власні соціальні статуси. Споживач має власні вимоги і смаки, що зумовлене соціальною диференціацією.
Але вплив відбувався на людей, та не у всіх випадках, зокрема, коли потрібно було це зробити за конкретних обставин, коли інформація зосереджена на фактах і не торкається установок, джерело повідомлень має високий рівень авторитету та викликає довіру, предмет обговорення далекий від повсякденного досвіду. П. Лазарсфельд та Дж. Клеппер зазначали, що людина свідомо й автономно робить вибір у сфері інформації, а тому відбувається лише обмежений вплив засобів масової інформації. Згідно досліджень, подана інформація має вплив на людину в тому випадку, якщо реципієнт демонстрував схильність до певних обставин, фактів, поданих в наданій інформації.

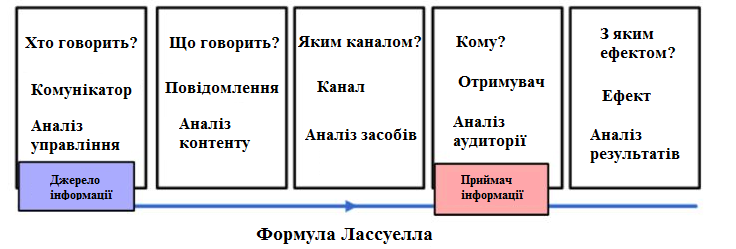
Формула Лассуелла

Формула Лассуелла структурувала, допомагала пояснити макрокомунікативний процес, лінійно структурувавши його на ланки: хто говорить? — що говорить? — яким каналом? — кому? — з яким ефектом? Відповідно до цієї структури Лассуелл виділяє наступні розділи дослідження комунікації, кожен з яких представляє відповідь на відповідне питання:
- аналіз управління процесами масової комунікації: при відповіді на питання «хто?» Розглядаються фактори, які відкривають і направляють сам акт комунікації (в першу чергу це сам комунікатор);
- аналіз змісту переданих повідомлень, сюди ж включається статистичний аналіз частоти згадувань тих чи інших фактів і подій в засобах масової інформації;
- аналіз засобів і каналів, з використанням яких передаються повідомлення (для масової комунікації це аналіз роботи самих масмедіа); виявлення засобів, адекватних характеру переданих повідомлень;
- аналіз аудиторії (масової, спеціалізованої), є життєво важливим для результативної комунікації; до розв'язку цього завдання залучаються соціологічні служби, результати діяльності яких використовуються ЗМІ, корпораціями, рекламодавцями і т.п.;
- аналіз результатів («ефекту») комунікаційної дії, для зручності часто об'єднують з попереднім розділом.

Лассуелл говорив, що більшість пропагандистських ефектів, зокрема за участю мас-медіа, досягалися насильством і погрозами, а потрібно досягати ефекту вмовлянням та аргументацією. Формула Лассуелла дозволяла планомірно вимірювати установки комунікатора та політичних еліт, які стояли за ним, а також ціннісний вміст повідомлень та їхній вплив на публіку, що дуже добре можна було простежувати в політичному середовищі.

## Соціологія масових комунікацій вУкраїні

### Етапи дослідження СМК в Україні
1920-ті — вивчення читацької аудиторії газет та книг, складу редакцій періодичних видань.

1960-70ті — дослідження аудиторій телебачення та радіо, змісту медіа.

Початок 1990х — інституалізація наукової галузі. Перший відділ соціології культури і масових комунікацій в ІС НАНУ.

Середина 199Ох — інституалізація галузевої освіти. Маркетингові дослідження ЗМІ та реклами.

Початок 2000х — перші масштабні академічні і неприбуткові дослідження процесів масової комунікації

### Напрямки досліджень в Україні
- Соціологічні дослідження. Провідна установа — Інститут соціології НАН України
- Медіа-дослідження. Інститут журналістики КНУ, Могилянська школа журналістики[ http://www.j-school.kiev.ua/].
- Маркетинг, реклама. Телеканали, ІТК, GfK, TNS[10]